# Bourek renna
Le bourek renna est une pâtisserie traditionnelle algérienne.

## Description
Le bourek renna est une pâtisserie traditionnelle algérienne, à base de feuille de brick, fourrée avec une farce d'amande, de noix de coco et de cannelle. Cette pâtisserie, en forme de cigare, est enrobée de miel après friture.